# Домон де Сен-Люссон, Симон-Франсуа
Симон-Франсуа Домон де Сен-Люссон (фр. Simon François Daumont de Saint-Lusson; ?-после 11 ноября 1677) — французский колониальный чиновник, путешественник, исследователь Новой Франции, офицер армии короля Людовика XIV .
Прибыл в Новый Свет около 1663 года. Был назначен заместителем наместника, первого интенданта Новой Франции, колонии в Северной Америке Жана Талона, намеревавшегося осуществить грандиозный план французской экспансии на североамериканском континенте.
Талон отправил Сен-Люссона в Су-Сент-Мари с целью присоединить озера Гурон и Верхнее и весь обширный регион, «прилегающий к ним, а также обнаруженный и подлежащий открытию», который был «ограничен с одной стороны Северным и Западным морями, а с другой — берегом Южного моря, включая всю его длину и ширину» для Людовика XIV.
В ходе экспедиции Домон де Сен-Люссон, помимо открытия медного рудника Верхнего озера, должен был открыть Северо-Западный проход. Что было бы ответом Франции на экспансию англичан в сторону Гудзонова залива.
Он вошел в историю вместе со своим переводчиком Николя Перро, благодаря успешным переговорам, которые предпринял в связи с подписанием важного торгового соглашения, заключенного между французами и индейскими племенами 3 июня 1671 года.
Записи показывают, что около 2000 представителей коренных американцев, в том числе, главные вожди сауков, меномони, поттаваттами, виннебаго и тринадцати других племен присутствовали на церемонии присоединения. Сен-Люссон символически поднял свой меч и горсть дёрна, после того, как пропели Te Deum, и был установлен огромный крест с гербом Франции, за которым последовали молитвы, и он воскликнул «Vive le roi!» (Да здравствует король!).
Индейцы добровольно подчинились владычеству Короля Франции. Французские подарки тут же обменивались на меховые шкуры. Можно было бы с уверенностью предположить, что индейцы рассматривали официальное притязание на землю и то, что все люди в пределах ее границ теперь становились подданными короля Франции, как тщательно продуманный ритуал торговли мехом.
После того как Сен-Люссон вернулся в Квебек в конце лета 1671 года, его снова отправили с миссией приступить к установлению путей сообщения между Квебеком, Пентаге (Кастин, Мэн) и Порт-Роялем (Аннаполис-Рояль, Новая Каролина) и попытаться найти месторождение меди в Акадии. В ноябре вернулся из экспедиции сломленный усталостью от путешествия и сильно ослабевший от перенесенного голода.
В январе 1672 года прибыл во Францию, привезя экзотические сувениры: «Живого лося около полугода от роду, лису и 12 больших диких гусей, которых он поспешил отправить и подарить королю». 3 ноября того же года ему было пожаловано поместье Иль-о-Ливр в нижнем регионе Святого Лаврентия. 31 декабря следующего года он вернулся в Новую Францию.